# Pestalotia olivacea
Pestalotia olivacea är en svampart som beskrevs av Guba 1961. Pestalotia olivacea ingår i släktet Pestalotia och familjen Amphisphaeriaceae.   Inga underarter finns listade i Catalogue of Life.